# Androcymbium schimperianum
Androcymbium schimperianum är en tidlöseväxtart som först beskrevs av Ferdinand von Hochstetter, och fick sitt nu gällande namn av Karin Persson. Androcymbium schimperianum ingår i släktet Androcymbium och familjen tidlöseväxter. Inga underarter finns listade i Catalogue of Life.